# Ticking time bomb
El escenario de la «ticking time bomb» (bomba de tiempo) es un experimento mental que se ha utilizado en el debate ético sobre si la tortura durante los interrogatorios puede alguna vez justificarse. El escenario se puede formular de la siguiente manera:

Supongamos que una persona con conocimiento de un inminente ataque terrorista que matará a muchas personas está en manos de las autoridades y que revelará la información necesaria para evitar el atentado solo si es torturado. ¿Debería ser torturado para que revele dicha información y así evitar el resultado mortal?

Habitualmente se plantea como el supuesto de una bomba de tiempo (Ticking time bomb) que todavía no ha estallado pero lo hará en poco tiempo. Si el terrorista que la ha colocado está detenido y se le obliga mediante tortura a decir dónde la ha puesto, la bomba podría ser desactivada, salvando así muchas vidas.
Algunos consecuencialistas argumentan que las naciones, incluso aquellas que prohíben legalmente la tortura, pueden justificar su uso si tienen bajo custodia a un terrorista que posee conocimientos críticos, como la ubicación de una bomba de tiempo o un arma de destrucción masiva que pronto explotará y matará a muchas personas.
Quienes se oponen al argumento suelen empezar exponiendo ciertas suposiciones que tienden a quedar ocultas tras las presentaciones iniciales del escenario y tienden a oscurecer los verdaderos costos de permitir la tortura en escenarios de la "vida real" (por ejemplo, la suposición de que la persona es de hecho un terrorista, mientras que en la vida real generalmente persiste la incertidumbre sobre si la persona es de hecho un terrorista y si tiene información útil) y se basan en fundamentos legales, filosóficos/morales y empíricos para reafirmar la necesidad de la prohibición absoluta de tortura. También existe incertidumbre sobre la eficacia de la tortura durante los interrogatorios, y gran parte de la oposición a la tortura se basa en el hecho de que no es efectiva más que en una cuestión moral, así como en cómo se toma la decisión de aplicar (o incluso permitir) la tortura, ya sea que se trate de una tortura o no. Si existe un proceso oficial para hacerlo, podría figurar en la matriz teórica de recompensas del juego del terrorista hipotético o de quienes formulan el problema.
El escenario de la bomba de tiempo es extremadamente raro en la vida real, pero a menudo se cita como una razón para utilizar la tortura.

## Tortura de rescate
La tortura en tal escenario o alguno similar a veces recibe el nombre de «tortura de rescate»:

Los  sucesos  de  Frankfurt dieron lugar a que en Alemania se adoptase el concepto de «tortura de rescate» (Rettungsfolter) para hacer referencia a aquellas constelaciones de casos en los que se amenaza con o se aplica directamente la violencia contra un sujeto detenido para con ello salvar la vida o bienes personalísimos de personas que se encuentran en un grave peligro. Peligro que ha sido causado por el destinatario de la amenaza o la violencia estatal.

En este caso (caso «Jakob von Metzler») se trataba de evitar el asesinato de un niño secuestrado.

## Antecedentes
El filósofo Jeremy Bentham ha sido considerado como el "padre" del argumento de la bomba de tiempo. Escribió en su ensayo de 1804 Medios de extracción para ocasiones extraordinarias:

Supongamos que surge una ocasión en la que se alberga una sospecha tan fuerte como la que se recibiría como motivo suficiente para el arresto y el internamiento como para un delito grave, una sospecha de que en este mismo momento una cantidad considerable de personas están sufriendo realmente por actos de violencia ilegal de igual intensidad que aquellos que, si fueran infligidos por la mano de la justicia, se denominarían universalmente bajo el nombre de tortura. Para rescatar de la tortura a estos cien inocentes, si se tuviera escrúpulo en aplicar torturas iguales o superiores, para extraer la información necesaria de la boca de un criminal, quien teniendo en su poder hacer saber el lugar donde en este momento la enormidad se estaba practicando o a punto de practicarse, ¿debería negarme a hacerlo?

La película de propaganda nazi de 1936 The Traitor de Karl Ritter también presenta una versión del argumento de la bomba de tiempo.
El concepto se popularizó en la década de 1960 en la novela Les Centurions de Jean Lartéguy, que se desarrolla durante la guerra de Argelia. La versión de la novela tiene las siguientes condiciones:
1. Las pruebas que respaldan la afirmación de que tiene la información pertinente satisfarían los requisitos de prueba para convencerlo de un delito.
2. Hay motivos razonables para creer que es probable que diga la verdad si se le amenaza con torturarle gravemente y, si es necesario, se le aplica la tortura.
3. Hay motivos razonables para creer que ningún otro medio tendría el efecto de obligarlo a decir la verdad.
4. Hay motivos para creer que si la información se obtiene rápidamente, hay muchas posibilidades de desactivar la bomba antes de que estalle.
5. Hay motivos razonables para creer que el daño que probablemente causará la bomba incluirá la muerte de muchos ciudadanos, la mutilación de otros, incluido el infligir a otros un dolor mucho más severo con efectos mucho más duraderos que los efectos de la aplicación de torturas a la persona capturada.
6. Hay motivos razonables para creer que la tortura no tendrá consecuencias peores que los daños que probablemente resultarían de la explosión de la bomba.

En la novela, el terrorista endurecido rápidamente cede ante la tortura y revela la ubicación de las bombas. Según Darius Rejali, profesor de Ciencias Políticas en Reed College, la posibilidad de una destrucción repentina y masiva de vidas inocentes proporcionó a los liberales franceses una justificación más aceptable para cometer tortura.

## Opiniones a favor de aceptar la tortura en situaciones de emergencia
Después de los ataques del 11 de septiembre, Alan Dershowitz, un destacado abogado defensor estadounidense, sorprendió a algunos observadores al dar un apoyo limitado a la idea de que la tortura podría estar justificada. Sostuvo que la naturaleza humana puede conducir a abusos no regulados "fuera de los libros". Por lo tanto, sería mejor si existiera un procedimiento regulado mediante el cual un interrogador pudiera solicitar una "orden de tortura" y que requerir una orden estableciera un rastro documental de responsabilidad. Los torturadores y quienes autorizan la tortura podrían tener que rendir cuentas por sus excesos. Las órdenes de tortura sugeridas por Dershowitz, similares a las órdenes de allanamiento, arresto y escuchas telefónicas, detallarían los límites de las técnicas que los interrogadores pueden utilizar y el grado en que pueden restringir los derechos de un sospechoso.
En septiembre de 2002, al revisar el libro de Alan Dershowitz, Why Terrorism Works: Understanding the Threat, Responding to the Challenge, Richard Posner, jurista y juez de la Corte de Apelaciones del Séptimo Circuito de los Estados Unidos, escribió en The New Republic: "Si la tortura es el único medio de obtener la información necesaria para impedir la detonación de una bomba nuclear en Times Square, la tortura debe usarse –y se usará– para obtener la información... Nadie que dude de que este es el caso debería estar en una posición de responsabilidad."
El filósofo español Fernando Savater dijo:

Hace un cuarto de siglo, entre los casos prácticos que abundaban en los manuales de ética aplicada -sobre todo anglosajones- nunca faltaba el del terrorista que ha puesto una bomba en alguno de los treinta colegios de la ciudad, para que estalle dentro de un cuarto de hora. ¿Debe la policía torturarle para que confiese cuál es el colegio amenazado y así poder salvar a los niños? Siempre contesté que yo, puesto en tal brete, probablemente destriparía al criminal con mis propias manos para sacarle la verdad (y luego, ya metido en faena, al inquisidor que me planteaba la cuestión de marras). Pero eso sí, acto seguido me presentaría al juez e iría muy orgulloso a la cárcel para cumplir la condena que merecía.

Algún jurista ha alegado que podría tratarse de un caso de legítima defensa:

El caso de la bomba de relojería, muy difícil que se dé en la práctica, puede justificarse mediante la eximente de la legítima defensa. Lo que ha ocurrido en Irak, Guantánamo o Abu Ghraib, y, en general, en la guerra contra el terror es una aberración, al igual que lo que sucede o ha sucedido en otros países como Israel y el Reino Unido. Así, aunque, ciertamente, a mi juicio la prohibición de la tortura no es absoluta, puesto que, en algunas ocasiones, podría plantearse la aplicación de la legítima defensa, el derecho a la vida tampoco lo es, sin que esto legitime la práctica de muertes sistemáticas por parte de un Gobierno.
Mariona Llobet Anglí, «¿Es posible torturar en legítima defensa de terceros?», InDret 3.2010. p. 37

## Opiniones que rechazan la tortura en todas las circunstancias
Algunas organizaciones de derechos humanos, expertos profesionales y académicos, y líderes militares y de inteligencia han rechazado rotundamente la idea de que la tortura sea legal o aceptable en algún momento, incluso en una situación de la llamada “bomba de tiempo”. Han expresado su profunda preocupación por la forma en que la fuerza dramática y las respuestas morales artificialmente simples que parece ofrecer el experimento mental de la “bomba de tiempo” han manipulado y distorsionado las percepciones, el razonamiento y el juicio jurídicos y morales tanto de la población en general como de los funcionarios militares y encargados de hacer cumplir la ley. Rechazan la proposición, implícita o explícita, de que ciertos actos de tortura sean justificables, incluso deseables. Creen que las respuestas simplistas a la situación pueden llevar a sociedades bien intencionadas por una pendiente resbaladiza que lleve a la tortura legalizada y sistemática. Además, señalan que nunca se ha presentado al público ninguna prueba de ninguna situación de la vida real que cumpla todos los criterios para constituir una situación puramente de “bomba de tiempo”, y que tal situación es altamente improbable.
Además, la tortura puede ser criticada como un vehículo pobre para descubrir la verdad, ya que las personas que experimentan tortura, una vez quebrantadas, son propensas a inventar cualquier cosa para detener el dolor y pueden volverse incapaces de distinguir entre hechos y ficción bajo intensa presión psicológica. Además, como el terrorista presumiblemente sabe que el tiempo corre, tiene una excelente razón para mentir y dar información falsa bajo tortura con el fin de desviar la atención de sus interrogadores; el simple hecho de dar una respuesta convincente que los investigadores perderán tiempo en comprobar aumenta la probabilidad de que la bomba explote y, por supuesto, una vez que la bomba ha explotado, no solamente ha ganado el terrorista, sino que ya no tiene sentido torturarlo, excepto quizás como venganza.
Otros señalan que los defensores de la tortura con bombas de tiempo adoptan una visión extremadamente cortoplacista, lo que empobrece su consecuencialismo. El uso de la tortura —o incluso la declaración de estar dispuesto a aceptar su uso— hace que otros grupos de personas sean mucho más proclives a recurrir a la tortura a largo plazo. La consecuencia probable será un aumento de la violencia a largo plazo. Este efecto a largo plazo es tan grave que la persona que toma la decisión de torturar no puede (según este argumento) hacer una estimación razonable de sus resultados. Por lo tanto, el que toma las decisiones no tiene motivos para tener la certeza de que el valor de las vidas salvadas por la bomba de tiempo superará el valor de las vidas perdidas debido al desorden subsiguiente. No puede llegar a una explicación satisfactoria de las consecuencias.
Este argumento contra la tortura, de hecho, funciona postulando que el conocimiento humano tiene límites intrínsecos. Un argumento análogo sostiene que quienes toman decisiones humanas son fundamentalmente propensos en ciertas situaciones a creer que su juicio es mejor de lo que es y que, para ser éticos, deben comprometerse previamente con un curso de acción particular en esas situaciones. Sabiendo que, bajo estrés, nunca podrán evaluar con precisión el probable éxito de la tortura para obtener la información necesaria para prevenir un ataque, los humanos se comprometen de antemano a no torturar. En general, esta familia de argumentos critica el escenario de la "bomba de tiempo" por incluir implícitamente una presunción incorrecta de que el que toma las decisiones puede saber de antemano el resultado de la tortura, ya sea en el corto plazo (probabilidad de que evitará un ataque) o a largo plazo (probabilidad de que no provoque un aumento general de la violencia humana).
Se ha invocado el peligro de «ruptura del dique» (pendiente resbaladiza):

Aquí es el lugar en el que debería escucharse el repetidamente invocado peligro de la ruptura del dique. La admisión de la tortura, también para una situación excepcional, significa la rehabilitación de una estrategia de superación de un problema que sería mejor que continuara desterrada del ámbito de lo que debe ser considerado.
Luis Greco. «Las reglas detrás de la excepción. Reflexiones respecto de la tortura en los grupos de casos de las ticking time bombs». pp. 17 y 18. InDret 2.2007

Joe Navarro, uno de los principales expertos del FBI en técnicas de interrogatorio, dijo al periódico The New Yorker:

Solo un psicópata puede torturar y no verse afectado. No quieres gente así en tu organización. No son confiables y tienden a tener otros problemas grotescos.

La Convención contra la tortura y otros tratos o penas crueles, inhumanas o degradantes, adoptada el 10 de diciembre de 1984 y que entró en vigor el 26 de junio de 1987, establece explícitamente en su artículo 2.2 que:

No podrán invocarse circunstancias excepcionales, sean cuales sean, estado de guerra o amenaza de guerra, inestabilidad política interna o cualquier otro estado de emergencia pública, como justificación de la tortura.

### Inverosimilitud
Los críticos del escenario del experimento mental sostienen que es esencialmente inverosímil, basándose en la presencia simultánea de numerosos factores improbables. Esto es particularmente agudo en la exploración ficticia del escenario.
Por ejemplo, en quizás la variante más común del escenario, uno debe asumir que los torturadores saben, con un grado razonable de certeza, que alguna forma de ataque mortal es inminente, pero carecen de un componente crucial de ese plan, tal como su ubicación precisa. También deben tener bajo su custodia a alguien de quien estén razonablemente seguros de que tiene dicha información y hablaría bajo tortura o amenaza de tortura. Luego deben poder distinguir con precisión entre la información verdadera y la falsa que el sujeto pueda proporcionar bajo tortura. Luego deben poder utilizar esta información para elaborar un plan de respuesta que sea eficaz para detener el ataque planeado. Todo esto debe ocurrir dentro de un marco de tiempo limitado permitido por la "bomba de tiempo".
No menos importante es que no existe ningún caso histórico que satisfaga todas o incluso la mayoría de las condiciones para que una bomba de tiempo explote.

## En obras de ficción

### Serie de televisión24
24 es una serie de televisión estadounidense del género de acción, protagonizada por Kiefer Sutherland en el papel del agente Jack Bauer de la Unidad Contra Terrorista. La serie transcurre en su mayor parte en la ciudad de Los Ángeles y trata sobre situaciones de amenaza o ataques masivos a la seguridad nacional de Estados Unidos, mostrando incluso la rivalidad entre algunas agencias gubernamentales, aun en tiempo de crisis. En esta serie se usa con frecuencia escenarios de bomba de tiempo en las historias. Esto ha sido criticado por activistas de derechos humanos, oficiales militares y expertos en interrogatorios